# Porsche 924
El Porsche 924 es un automóvil deportivo producido por la marca alemana Porsche desde el año 1976 hasta 1988. Es un coupé de dos puertas y 2+2 plazas, que sustituyó al Porsche 914 como el modelo de entrada de gama de la marca. Impulsado por un motor refrigerado por agua, montado delante fue el primer modelo de Porsche con estas características en pasar a producción (aunque el Porsche 928 fuera diseñado antes que los 924 y era de configuración similar). La combinación de motor delantero y tracción trasera era normal para la mayoría de fabricantes, en este caso con componentes distribuidos en la parte trasera para la mejora del reparto de pesos, que al principio sería de 48/52, que se corrigió con el tiempo a 50/50 con el añadido de un spoiler en la parte trasera. El bloque motor era proveniente de vehículos como el Audi 80 o el Volkswagen t3, con modificaciones realizadas por la propia Porsche para alcanzar la potencia de 125 cv. Además, había otras dos versiones como era el Porsche 924 S con el motor de cilindrada 2.5 y 4 cilindros que desarrollaba 150cv, 25 más que el motor de acceso, y el Porsche 924 Turbo que desarrollaba 170cv con un turbo añadido al motor de acceso al modelo. Era la primera vez que Porsche utilizaba la configuración de motor delantero, ya que hasta ese momento sólo había usado la configuración de motores traseros o central-trasero tipo bóxer, y siempre refrigerados por aire.
La presentación oficial a la prensa del 924 ocurrió en noviembre de 1975 en el puerto de La Grande-Motte, en la región de la Camarga, en Francia. El modelo fue un éxito y no sólo ayudó a Porsche a salvarse de la bancarrota, sino que también creó la corriente de ingresos necesarios para seguir construyendo y desarrollar los Porsche 911. Los 924 fueron substituidos por los Porsche 944 en 1983 en el mercado de los Estados Unidos, pero siguieron fabricándose simultáneamente hasta 1986.

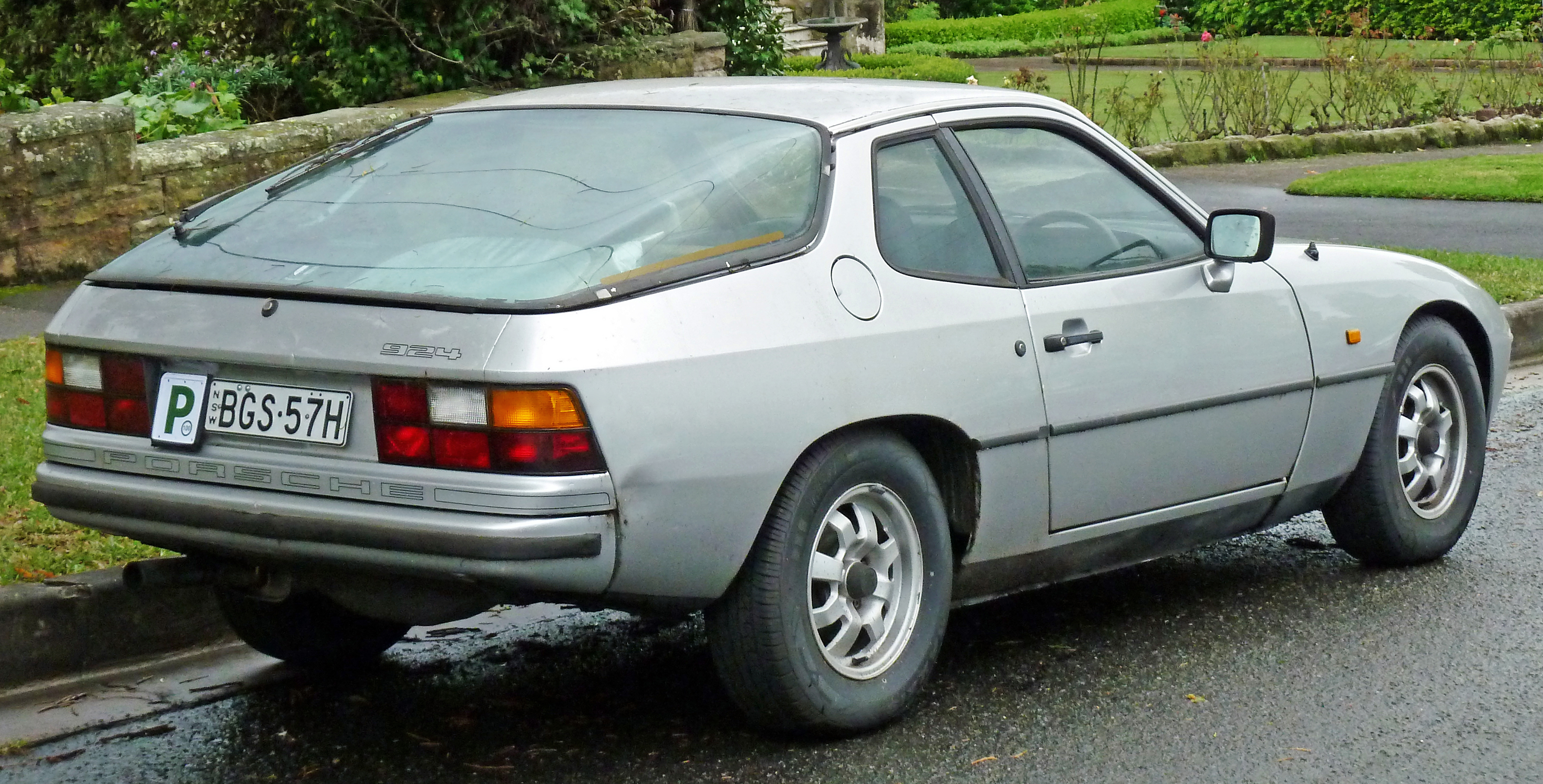
Vista posterior de un Porsche 924

Para los modelos de los años 1986 a 1988 el coche adquirió las motorizaciones del 944 (motor 2.500 atmosférico) al dejarse de fabricar los motores anteriormente utilizados. Así se creó el 924 S.

## Historia
Al principio los 924 fueron pensados para ser el cupé deportivo y buque insignia de la casa Volkswagen, que encargó a Porsche diseñar el coche (proyecto VW número 425), quien desarrolló los bastidores iniciales, y la transmisión, que trabajaría con el motor ya existente de Audi I4. También prepararon la suspensión, así como el diseño interior y exterior. Porsche decidió una disposición de tracción trasera y escogió posicionar la caja de cambios y el transeje en la parte trasera para ayudar a una [[Configuración automotriz#Distribución de pesos|distribución de peso]] casi ideal 48/52. Esta disposición ayudó a equilibrar el coche tanto en aceleración como en frenada, a pesar de tener el motor frontal.
Debido a la preocupación creciente por la crisis del petróleo de 1973 y un cambio de directores en Volkswagen, el proyecto 425 queda en el aire y, posteriormente, paralizado tras la decisión de centrarse en el desarrollo del Volkswagen Scirocco. Porsche, que necesitaba un modelo para sustituir los Porsche 914, hizo un trato con la dirección de Volkswagen, llegando al acuerdo de comprar el diseño por una cantidad que no ha sido revelada, unos hablan de 100 millones de marcos alemanes, otros dicen 160 millones, pero todos coinciden en que Porsche pagó menos a Volkswagen de lo que había recibido por esta para diseñar el 924.
El trato especificó que el coche sería construido en la fábrica ex-NSU en Neckarsulm, localizada al norte de la oficina central de Porsche en Stuttgart, los empleados de Volkswagen harían el trabajo de cadena de producción real y Porsche poseería el diseño. Esto hizo del 924 uno de los modelos de gran éxito de ventas de Porsche hasta el momento, y el abaratamiento relativo de construir el coche lo hizo tanto provechoso, como fácil de financiar para Porsche.

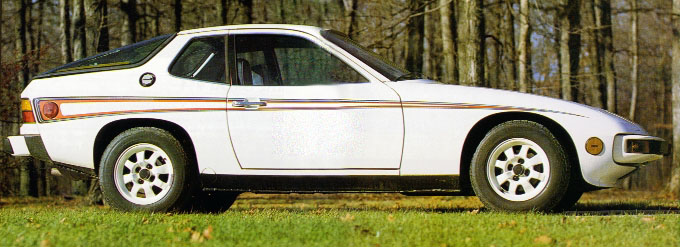
Perfil de la edición especial "Martini"

## Ficha técnica

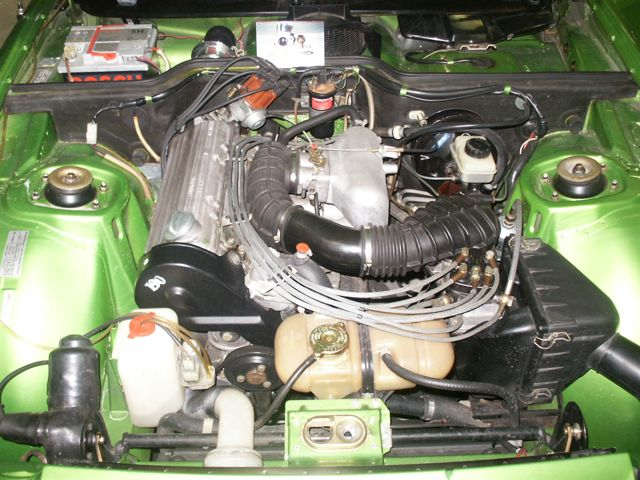
Aspecto del motor de 2.0 litros refrigerado por agua

- Aceleración de 0 a 100 km/h (62 millas por hora): 9,5 segundos

## Producción

### 924
| Año                       | Producción | Estados Unidos | Japón | Resto del mundo |
| ------------------------- | ---------- | -------------- | ----- | --------------- |
| 1976                      | 5145       | 1              |       | 5144            |
| 1977                      | 25596 ¬    | 7496           | 425   | 17675           |
| 1978                      | 21562      | 11638          | 450   | 9474            |
| 1979                      | 20619      | 9636           | 508   | 10475           |
| 1980                      | 12794 †    | 3700           |       | 9094            |
| 1981                      | 11824 ‡    | 2155           |       | 9669            |
| 1982                      | 10091      | 2277           |       | 7814            |
| 1983                      | 5785       |                |       | 5785            |
| 1984                      | 4659       |                |       | 4659            |
| 1985                      | 3214       |                |       | 3214            |
| Total                     | 121289     | 36902          | 1383  | 83004           |
| Fuente: Wikipedia Inglesa |            |                |       |                 |

¬ incluidos 3000 unidades de la edición especial "Martini"

† incluidos 1030 unidades de la edición especial "Le Mans"

‡ incluidos 1015 unidades de la edición especial 50 aniversario Porsche ("50 Jahre Porsche/Weissach")

### 924 Turbo (931)
| Año                       | Producción | Estados Unidos | Japón  | Resto del mundo |
| ------------------------- | ---------- | -------------- | ------ | --------------- |
| 1979                      | 1982       | 950            | 2932   |                 |
| 1980                      | 5243       | 3440           |        | 1803            |
| 1981                      | 3312       | 1529 ¬         | 1529 ¬ | 1783            |
| 1982                      | 1819       | 876            | 943    |                 |
| 1983                      | 310        |                |        | 310 †           |
| TOTAL                     | 13616      | 6795           | 943    | 5568            |
| Fuente: Wikipedia Inglesa |            |                |        |                 |

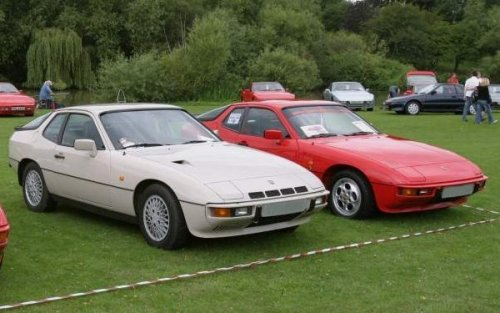
El 924 Turbo en blanco, con sus características entradas de aire sobre el morro.

¬: suma total de vehículos exportados a EEUU y Japón
†: vehículos exportados únicamente a Italia

### 924 Carrera GT (937/938)

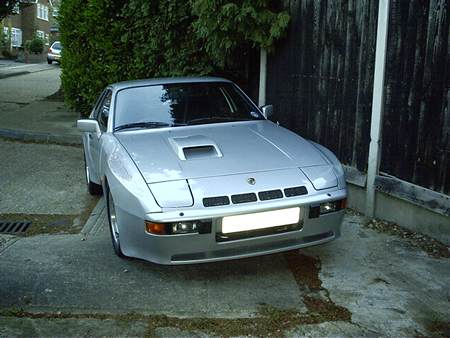
Vista frontal del 924 Carrera GT.

| Año                       | Producción | Alemania | Reino Unido | Resto del mundo | Notas                |
| ------------------------- | ---------- | -------- | ----------- | --------------- | -------------------- |
| 1980                      | 406        | 200      | 75          | 131             | incluidos prototipos |
| Fuente: Wikipedia Inglesa |            |          |             |                 |                      |

### 924 S
| Año                       | Producción | Estados Unidos | Resto del mundo | Notas    |
| ------------------------- | ---------- | -------------- | --------------- | -------- |
| 1986                      | 3536       |                | 3536            |          |
| 1987                      | 8940       | 6947           | 1993            |          |
| 1988                      | 4193       | 2190           | 2003            | Sep 1988 |
| Total                     | 16669      | 9137           | 7532            |          |
| Fuente: Wikipedia Inglesa |            |                |                 |          |

Se comercializó en EEUU un cupo de 924 con equipamiento deportivo, para los cuales no tenemos ningún dato de producción.
En España se comercializaron 30 unidades del tipo 755 (Special model 924S for ROW 1988 Le Mans), denominadas Porsche Spirit

### Versiones especiales del 924

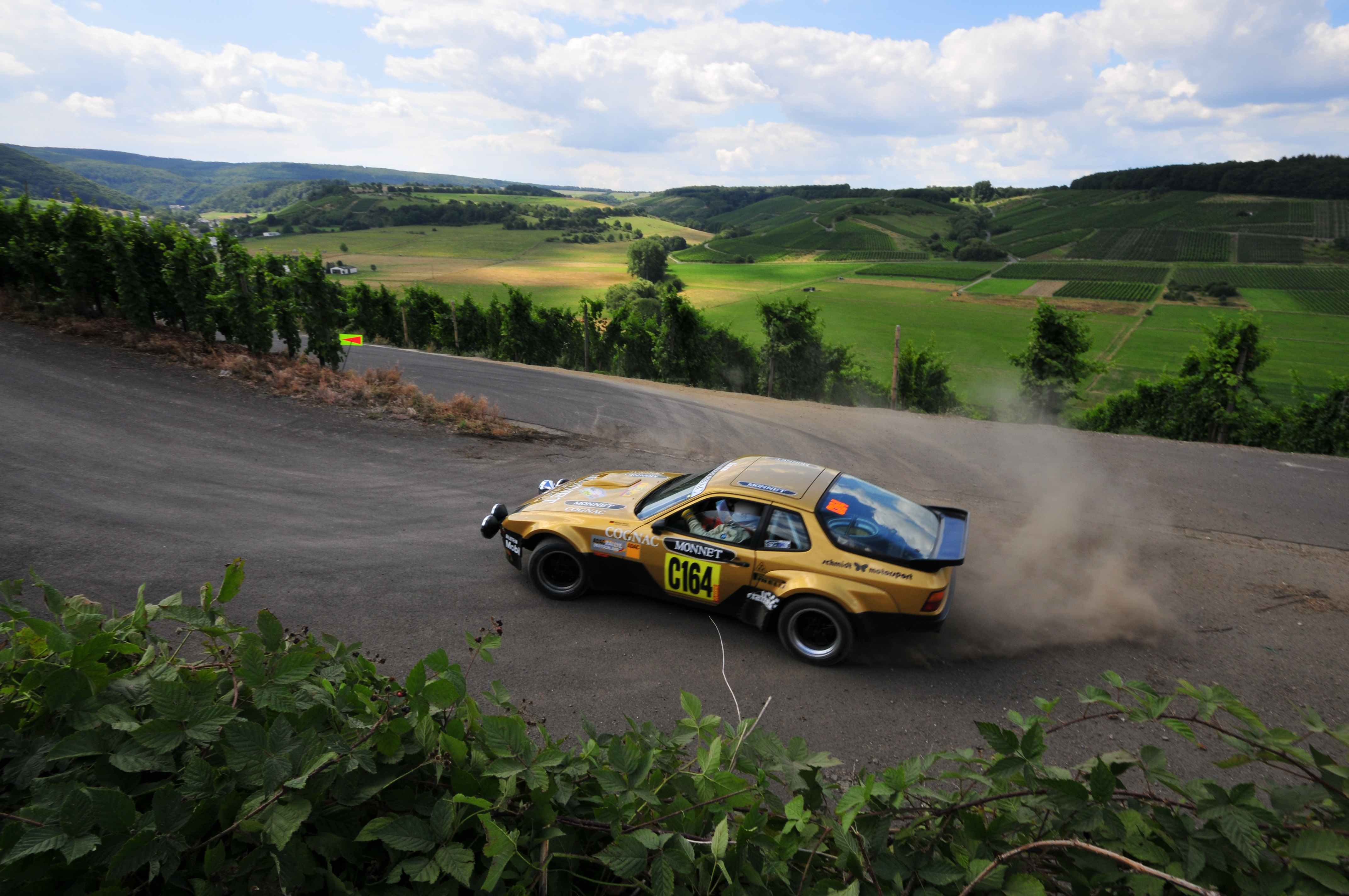
EL 924 Carrera GTS de 1981 de Walter Röhrl conducido durante el Rallye Deutschland de 2008

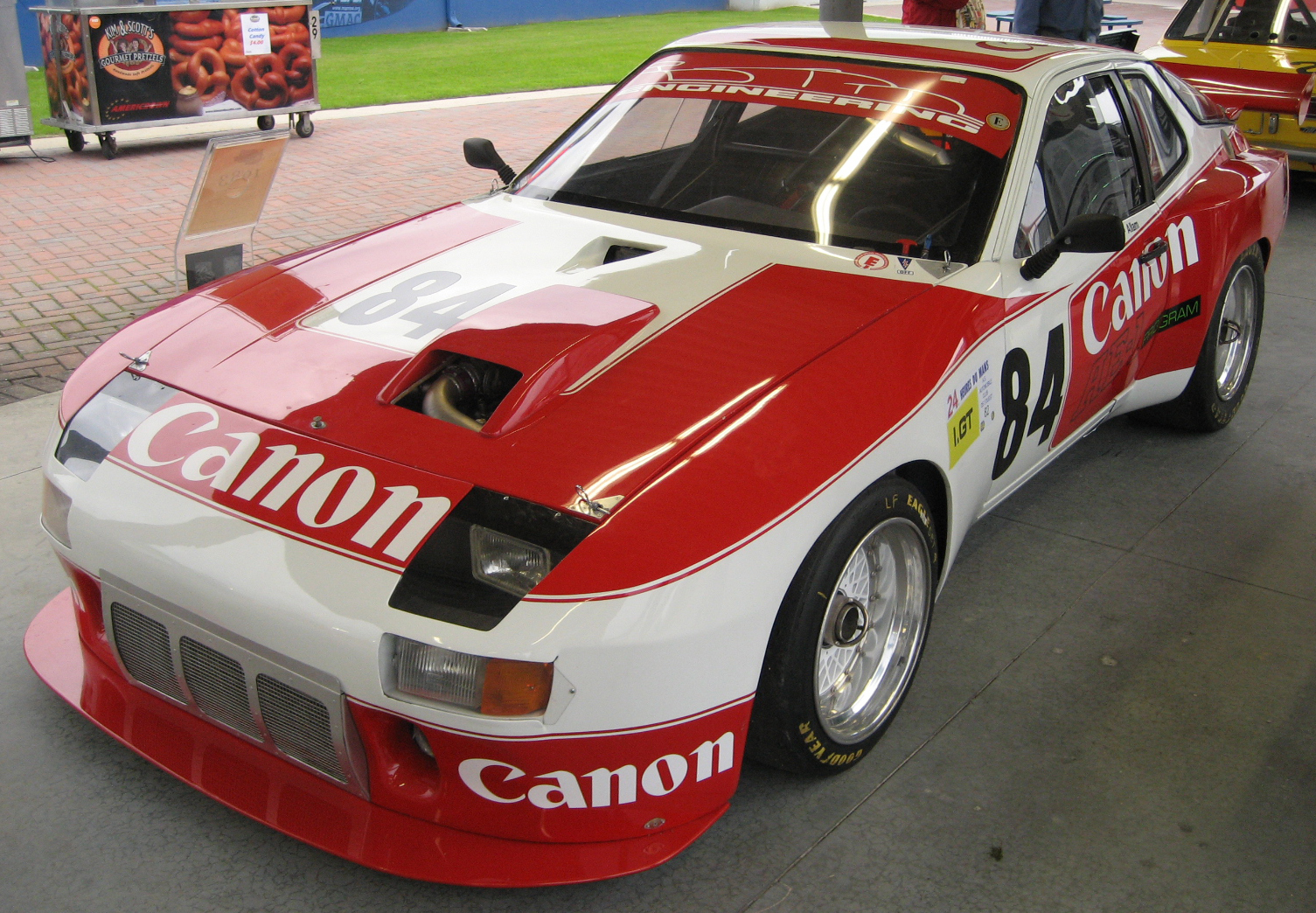
Porsche Carrera GTR preparado por GTI engineering en 1981 y 1982

| Año                       | Modelo o tipo    | Producción | Notas                                      |
| ------------------------- | ---------------- | ---------- | ------------------------------------------ |
| 1978                      | 924 Rallye Turbo | 4          |                                            |
| 1979                      | 924 Rallye Turbo | 1          |                                            |
| 1979                      | 924 SCCA         | 16         | Para el mercado de EE. UU.                 |
| 1979                      | 924 Grupo 4      | 1          | Desarrollado a partir de un coche de calle |
| 1980                      | 924 Le Mans GTP  | 4          |                                            |
| 1981                      | 924 Carrera GTS  | 59         | 15 fueron para el Club Sport con jaula     |
| 1981                      | 924 Carrera GTR  | 17         |                                            |
| total                     |                  | 101        |                                            |
| Fuente: Wikipedia Inglesa |                  |            |                                            |